# George Calvert (baron)

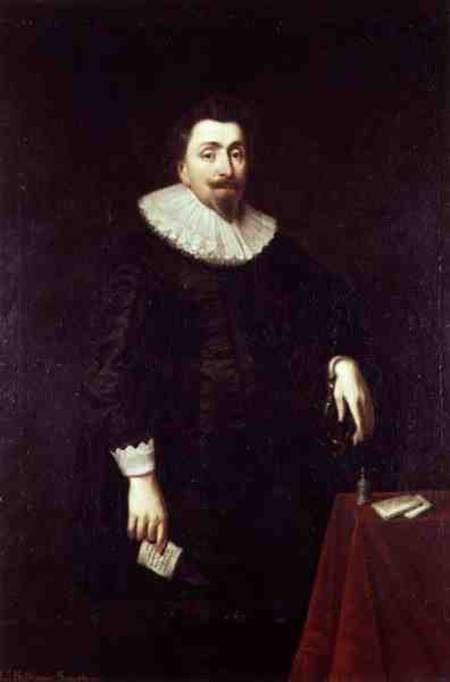
George Calvert, pierwszy baron Baltimore

George Calvert (ur. ok. 1580, zm. 15 kwietnia 1632) – angielski polityk i kolonizator. Był między innymi członkiem angielskiej Izby Gmin, a później sekretarzem stanu na dworze króla Jakuba I Stuarta. W roku 1625 przeszedł na katolicyzm i otrzymał tytuł barona Baltimore, rezygnując jednocześnie z pełnionych funkcji politycznych.
George Calvert zainteresował się kolonizacją Nowego Świata, pierwotnie ze względów komercyjnych, a później by zapewnić schronienie dla angielskich katolików. Został właścicielem kolonii Avalon, pierwszej stałej kolonii angielskiej na Nowej Fundlandii. Jednak zniechęcony tamtejszym klimatem, starał się o nadanie mu nowej kolonii położonej bardziej na południe, w rejonie zatoki Chesapeake, co ostatecznie zaowocowało powstaniem prowincji Maryland. George Calvert zmarł 15 kwietnia 1632 roku, na pięć tygodni przed zatwierdzeniem statutu nowej kolonii, pozostawiając jej zasiedlenie swojemu synowi, Cæciliusowi.

## Młodość
O genealogii rodu Calvertów z Yorkshire wiadomo niewiele, chociaż etymologia nazwiska oraz klejnot herbu Calvertów mogą wskazywać na to, że przodkowie George’a Calverta pochodzili z Flandrii. Leonard Calvert, ojciec George’a, był szlachcicem, poślubił szlachciankę Alicię Crossland i stał się właścicielem posiadłości Kiplin w dolinie rzeki Swale, w hrabstwie Yorkshire, na której prawdopodobnie około roku 1580 urodził się George.
Jako czternastoletni młodzieniec George rozpoczął studia w Trinity College na Uniwersytecie Oksfordzkim, gdzie uczył się języków obcych i które ukończył w 1597 roku z tytułem bakałarza. Po studiach wyjechał na kontynent europejski, gdzie poznał sir Roberta Cecila, swojego przyszłego mentora i opiekuna, wysłanego z misją dyplomatyczną przez królową angielską Elżbietę I do Francji na dwór Henryka IV.